# Gelasine rigida
Gelasine rigida är en irisväxtart som beskrevs av Pierfelice Ravenna. Gelasine rigida ingår i släktet Gelasine och familjen irisväxter. Inga underarter finns listade i Catalogue of Life.